# Dethard von Winterfeld
Dethard von Winterfeld (ur. 21 sierpnia 1938) – niemiecki historyk sztuki, członek zagraniczny Polskiej Akademii Nauk od 2005 roku. Profesor i wykładowca w Instytucie Historii Sztuki Uniwersytetu Johannesa Gutenberga w Moguncji w Niemczech.